# خط لوله یامال–اروپا
خط لوله یامال-اروپا (انگلیسی: Yamal–Europe pipeline) خط لوله انتقال گاز طبیعی به طول ۴۱۹۶ کیلومتر است، که از روسیه آغاز شده و پس از گذر از بلاروس، در لهستان پایان می‌یابد. ظرفیت انتقال گاز طبیعی این خط لوله روزانه معادل ۹۰ میلیون متر مکعب می‌باشد.